# Thaumetopoea pityocampa
La procesionaria del pino o mayormente conocida como "oruga procesionaria" (Thaumetopoea pityocampa) es una especie de lepidóptero defoliador, recientemente incluido en la familia Thaumetopoeidae (anteriormente perteneciente a la familia Notodontidae). A veces se le clasifica en el género Traumatocampa. Abunda en bosques de pinos de Europa del Sur, Asia Menor y Norte de África y también ha sido introducida en algunas zonas de América del Sur. Es considerada como el insecto defoliador más importante de los pinares de España. Puede alimentarse de todas las especies de los géneros Pinus, Cedrus y Abies, pero prefieren los pinos como el pino laricio.
Las orugas (larvas) están cubiertas de pelos urticantes que se desprenden y flotan en el aire, por lo que pueden provocar irritación en oídos, nariz y garganta en los seres humanos, así como intensas reacciones alérgicas. La sustancia que le confiere esta capacidad urticante es una toxina termolábil denominada Thaumatopina.

## Nombres comunes
- procesionaria del pino
- Cuc de pi en Cataluña y Comunidad Valenciana.
- Cuca de pi en las Islas Baleares.
- sirganos en Teruel.
- piñu-mozorro o piñu-beldar en el País Vasco y Navarra.
- procesionaria do piñeiro, carroceiro o arrieiro en Galicia.
- gata peluda en Argentina.

## Ciclo biológico
| MES    | ENERO | FEBRER. | MARZO | ABRIL | MAYO  | JUNIO | JULIO | AGOST. | SEPTIEM. | OCTUB. | NOVIEMB. | DICIEMB. |
| ------ | ----- | ------- | ----- | ----- | ----- | ----- | ----- | ------ | -------- | ------ | -------- | -------- |
| ESTADO | L     | L       | L     | X     | P     | D     | A     | H      | L        | L      | L        | L        |
| LUGAR  | Ramas | Ramas   | Ramas | Suelo | Suelo | Aire  | Ramas | Ramas  | Ramas    | Ramas  | Ramas    | Ramas    |

Leyenda:
- A : Adultos.
- H : Huevos.
- L : Larvas u orugas (Pueden diferenciarse fases larvarias mediante el uso de números: 1L, 2L, 3L,...nL).
- P : Pupas o crisálidas.
- D : Diapausa.
- X : Enterrado o protegido.

Thaumetopoea pityocampa como todos los lepidópteros tiene un desarrollo de tipo holometabólico, con fases de embrión (huevo), larva (oruga), pupa e imago (adulto/mariposa).
Los individuos adultos en forma de mariposas se aparean en verano. Tienen hábitos exclusivamente nocturnos, por lo que evitan en gran medida su depredación por las aves diurnas. Su color parduzco las hace confundirse con el medio en que viven y se hacen invisibles a sus depredadores.
Salen del suelo al atardecer y se encaraman a hierbas o pequeñas ramas. Posteriormente las hembras son localizadas por los machos y se aparean al anochecer.

La hembra pone sus huevos la misma noche del apareamiento, sobre las copas de los árboles, o donde consideran más oportuno formando puestas muy características en forma de espiral alrededor de una o dos acículas. Cada puesta puede contar con entre 100 y 300 huevos que la hembra protege mediante la colocación de escamas de su propio cuerpo. 

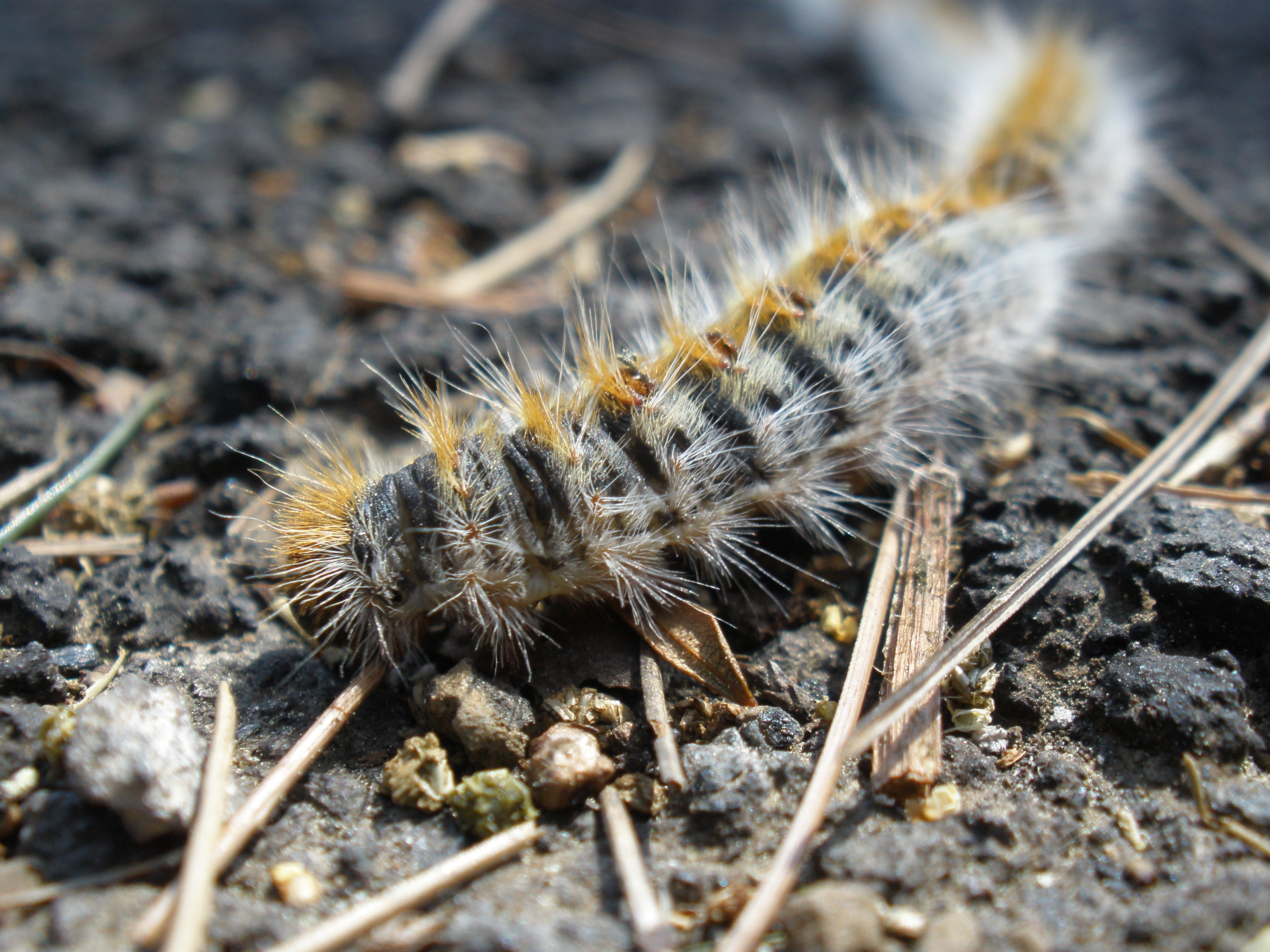
Larva

Entre 30 y 40 días después nacen las larvas (generalmente en los meses de septiembre-octubre). Pasarán por cinco estados larvarios que en zonas frías pueden llegar a durar hasta ocho o nueve meses.
Inmediatamente después de eclosionar los huevos, las larvas empiezan a alimentarse de las acículas de los árboles (género Pinus principalmente), produciendo su defoliación. Al principio, por su tamaño y actividad el nivel de alimentación y la defoliación es moderada. Desde el primer estadio larvario, las colonias de orugas construyen conjuntamente pequeñas bolsas de seda en las partes más soleadas del árbol, para protegerse del frío invernal, a las que acuden por las noches después de alimentarse.

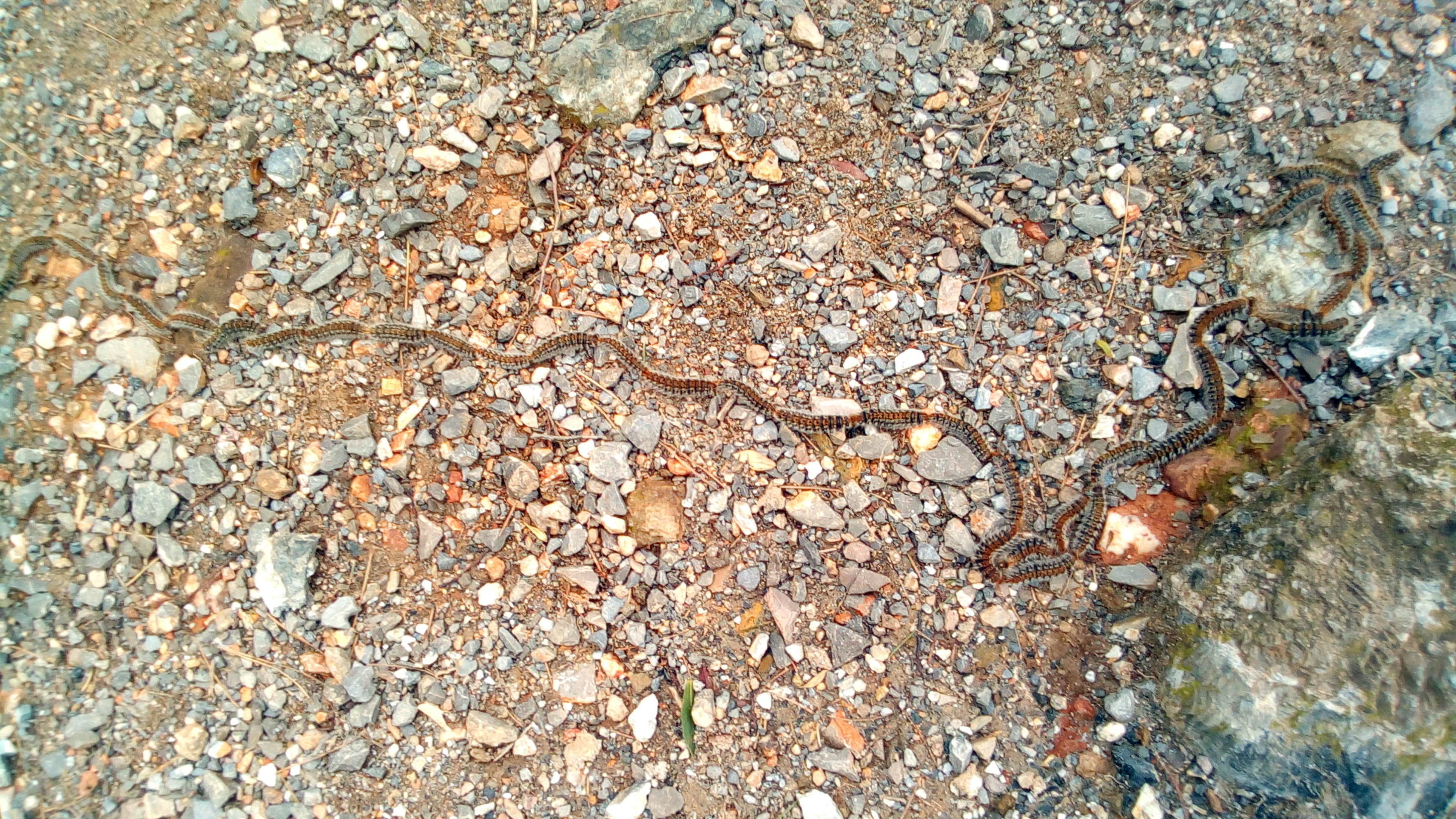
Procesión de orugas

Las orugas tienen comportamiento social y gregario, de modo que durante toda su vida larvaria establecen interacciones cooperativas normalmente con sus hermanas de puesta. También de forma general, desarrollan toda su vida larvaria sobre un mismo árbol, y solo lo abandonan para hacer la procesión de pupa o bien para buscar un pino contiguo si han agotado la totalidad de las acículas del pino donde nacieron (esto solo ocurre en árboles de muy pequeño porte o cuando hay varias puestas sobre un árbol de no mucho porte).

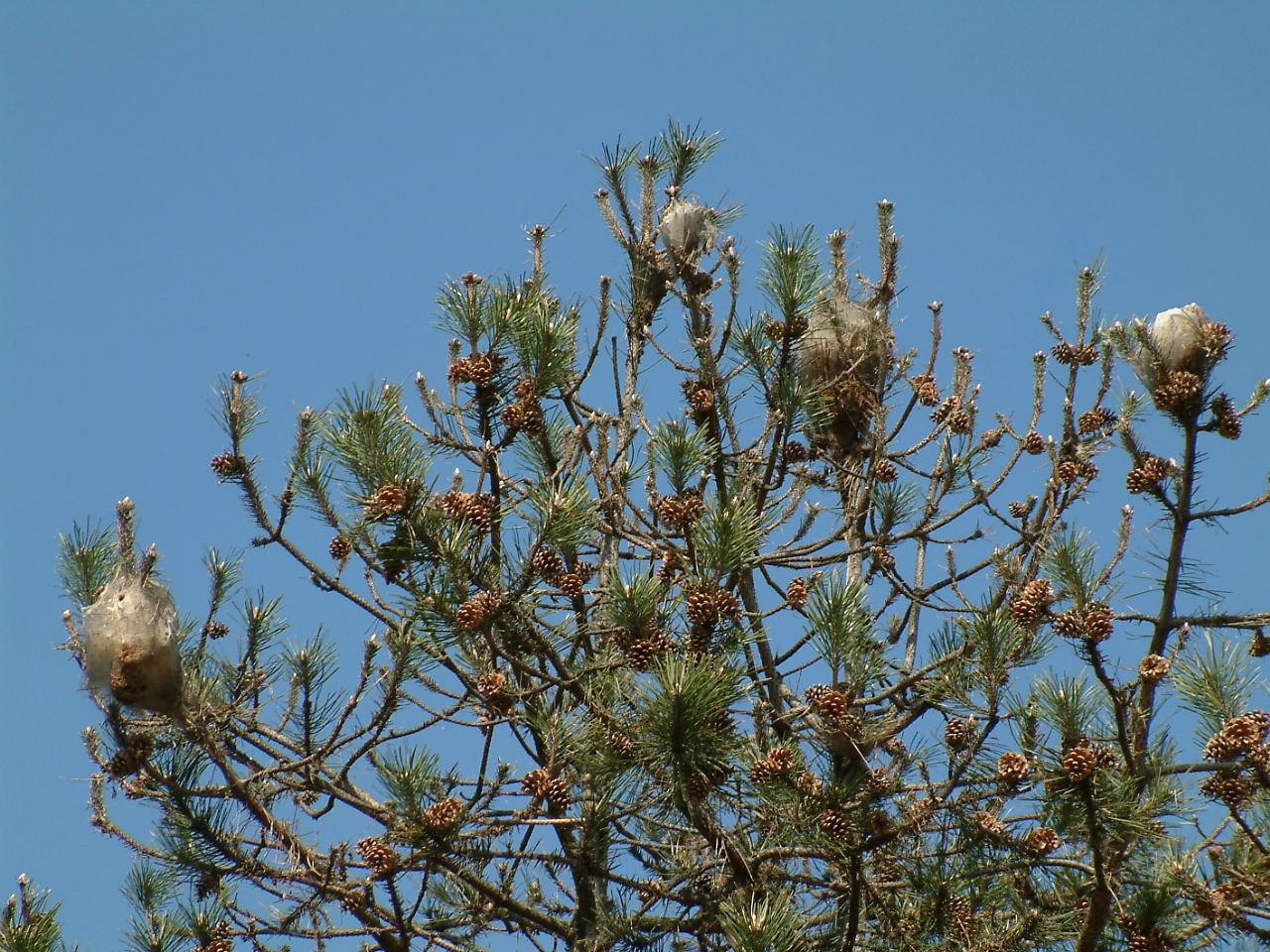
Bolsones

A partir del tercer estadio larvario las orugas desarrollarán pelos urticantes y construyen sobre los árboles unos bolsones mucho más densos y conspicuos, en los que pasarán el invierno. En ellos pasan los periodos diurnos y salen para alimentarse al atardecer.
En el quinto estadio larvario las orugas son tremendamente voraces.
Tras alimentarse durante unos 30 días, entre febrero y abril, es decir, al final del invierno, las orugas en esta última fase larvaria descienden en grupo y forman las características "procesiones", siguiendo un hilo de seda segregado por ellas para ir juntas. Lo hacen así de manera que se protegen mutuamente la cabeza, que es el alimento de muchos pájaros, de esta forma quedan protegidas unas por otras. Tras su paseo, se enrollan para no dejar ninguna cabeza al descubierto. Está comprobado que es siempre una hembra (una larva que originará un adulto hembra) la que guía la procesión. Esta busca las zonas más soleadas y cálidas, cuando se trata de zonas frías y templadas, o busca lugares más sombreados en el caso de zonas de temperaturas cálidas. La temperatura óptima del emplazamiento del enterramiento es de unos 20 °C.
Finalmente se entierran en el suelo, donde pasan a la fase de pupa o crisálida.
Cada oruga teje su capullo, y pasa a la fase de prepupa, cuya duración oscila entre los 21 y 30 días en función de la temperatura. Durante esta fase se producen grandes cambios internos, que dan lugar, tras una nueva muda, a la crisálida.
En estado de crisálidas y todavía enterradas sin eclosionar, son la alimentación preferida de las abubillas. 

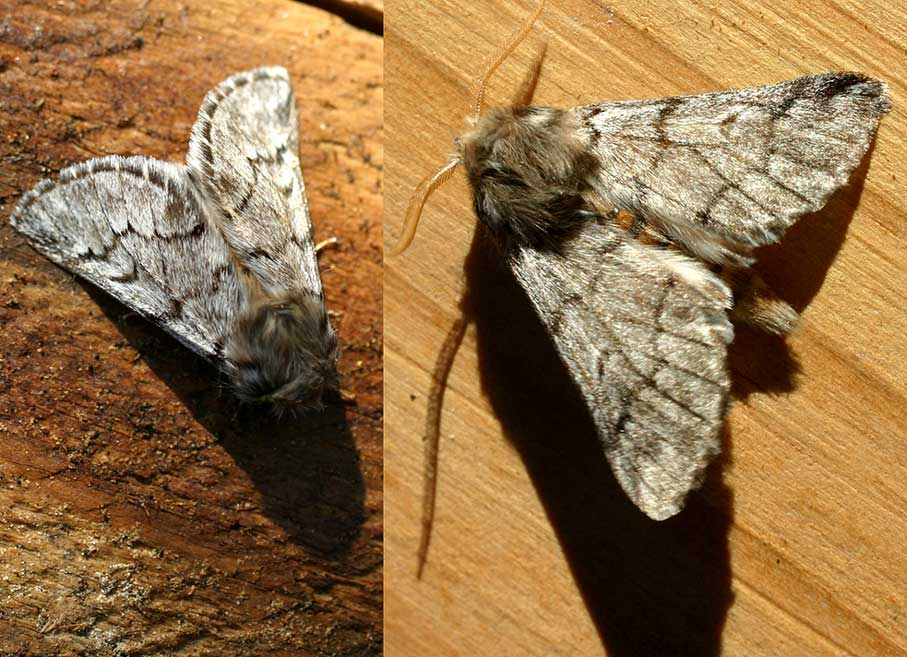
Ejemplares adultos

En el siguiente verano, o a lo largo de los cuatro veranos siguientes, si han permanecido en diapausa, las crisálidas hacen eclosión, y surgen las mariposas cuyo periodo de vida es muy corto (entre uno y dos días), que se aparean, comenzando de nuevo el ciclo. Es en esta última fase del ciclo donde las trampas de feromonas son efectivas.

## Umbrales de temperaturas
La influencia de las temperaturas sobre el ciclo biológico de la procesionaria se ve reflejada en los siguientes umbrales:
- Umbral superior: A temperaturas superiores a 30 °C desaparece el comportamiento gregario y las orugas abandonan las colonias. A partir de los 32 °C se produce la muerte de las larvas.
- Umbral de desarrollo: Entre 10 y 20 °C, las orugas siguen alimentándose y construyendo el bolsón, pero no crecen ni se desarrollan, por lo que la 4ª fase larvaria puede prolongarse hasta 4 o 5 meses. Cuando la temperatura dentro del bolson supera los 20-25 °C, las orugas se vuelven activas y se desarrollan normalmente.
- Umbral de actividad: Temperaturas inferiores a los 10 °C en el interior del nido detienen la actividad de la colonia. Cuando las noches son muy frías, las orugas salen a alimentarse durante el día.
- Umbral inferior: Por debajo de –12 °C pueden morir colonias enteras.

## Especies vegetales afectadas
En todo el sur de Europa, especialmente en la península ibérica y las islas Baleares, ataca a todas las especies de Pinus presentes aunque muestra predilección por especies como el pino laricio, pino canario y el pino silvestre, además de por especies exóticas como Pinus radiata o Pinus ponderosa.
También se la ha descrito sobre especies del género Cedrus y Abies de la Península.[cita requerida]

## Daños
Aun cuando las poblaciones de Thaumetopoea pityocampa alcanzan niveles muy elevados y son capaces de defoliar intensamente los árboles, difícilmente pueden llegar a constituir una plaga forestal. A lo sumo pueden llegar a reducir los crecimientos de las plantaciones de pinos. En lugares con producción maderera los daños pueden ser tenidos en cuenta. En lugares con fuerte estrés hídrico estas defoliaciones pueden ser muy poco relevantes sobre el crecimiento interanual de los árboles, teniendo en cuenta las fuertes restricciones de crecimiento impuestas por el clima.
Las defoliaciones pueden llegar, en los años en los que las poblaciones son elevadas, a la totalidad de la masa foliar, aunque el árbol no llega a morir.
El principal efecto dañino de esta especie es el posible daño a personas, sobre todo a los niños, provocado por las poblaciones situadas en áreas recreativas, parques, jardines o zonas de acampada, no solo por el efecto estético que produce, sino por las urticarias que puede causar a personas y animales domésticos, por lo que debe evitarse el contacto con las orugas, así como transitar por zonas muy afectadas.
Es por tanto un problema de salud pública y no una plaga forestal. Este enfoque debe ser tenido en cuenta en la gestión de la misma.

## Métodos de control
La procesionaria posee una gran cantidad de depredadores, como ortopteros comedores de puestas, las hormigas rojas, avispas, pequeños pájaros insectívoros, como el carbonero, el herrerillo, cuco, etc.). También el lirón careto, mirlo o tordo y la abubilla, los cuales capturan crisálidas enterradas. Por último, los murciélagos, que se alimentan en las noches de verano de las mariposas, aunque tienen serios problemas con los pelos urticantes de las orugas. Y además, el cuervo y la urraca.
Pero aunque los insectos y vertebrados son los más vistosos, en el control natural de procesionaria, destaca la eficacia de unos hongos del suelo, que consiguen de un modo muy importante romper el ciclo biológico de esta especie. Se trata de los hongos del género Cordyceps, cuyas esporas quedan atrapadas entre los pelos de las orugas en su descenso a tierra en primavera. El soterramiento de estas y la humedad de tierra favorecen la germinación de los hongos sobre la crisálida procesionaria, alimentándose de estos tejidos orgánicos y matando la mariposa que se desarrolla en su interior.
También son depredadores silenciosos, incansables y de máxima eficacia los virus, bacterias,
También existen parásitos de huevo de familias de himenópteros (Ichneumonidae, Braconidae), que causan bajas importantes que pueden llegar hasta el 60% del total de los huevos de la puesta.
Existen, además,  dípteros (familia Tachinidae) que se alimentan de orugas de procesionaria en sus últimos estadios.
Es aconsejable proteger a todos estos depredadores y parásitos para conseguir un control natural de las poblaciones. Es también recomendable, siempre que sea posible, no repoblar con especies de pinos sensibles a la plaga, como son el pino laricio o los pinos exóticos.
Otros métodos de control además de los naturales son los artificiales, de la mano del ser humano.
Para controlar artificialmente las poblaciones de esta especie se utilizan medios físicos, químicos y biológicos. Los medios físicos pasan por la eliminación de los bolsones, cuando las orugas están dentro, estos se cortan, apilan e incineran destruyendo las poblaciones larvales. En el pasado se disparaba contra los bolsones. Solo se disparaba a los de la guía principal porque era un método muy caro, los demás bolsones se cortaban y quemaban en lugares donde las larvas no pudieran enterrarse. Se les disparaba desde abajo hacia arriba colocando la escopeta en dirección paralela al tronco para no dañar a la guía utilizando cartuchos de perdigones muy pequeños llamados mostacilla.

La lucha química consiste en la fumigación con insecticidas autorizados (piretroides, inhibidores de quitina y Bacillus thuringiensis), deben aplicarse sobre las fases larvarias en los primeros estadios de desarrollo, antes que desarrollen los pelos urticantes de tercer estadio. Pueden aplicarse utilizando medios terrestres. Hasta el 15 de septiembre de 2012 se utilizaban los medios aéreos, pero estos han sido prohibidos en la UE, y en España desde esa fecha, tras la publicación del Real Decreto 1311/2012, de 14 de septiembre, por el que se establece el marco de actuación para conseguir un uso sostenible de los productos fitosanitarios. 

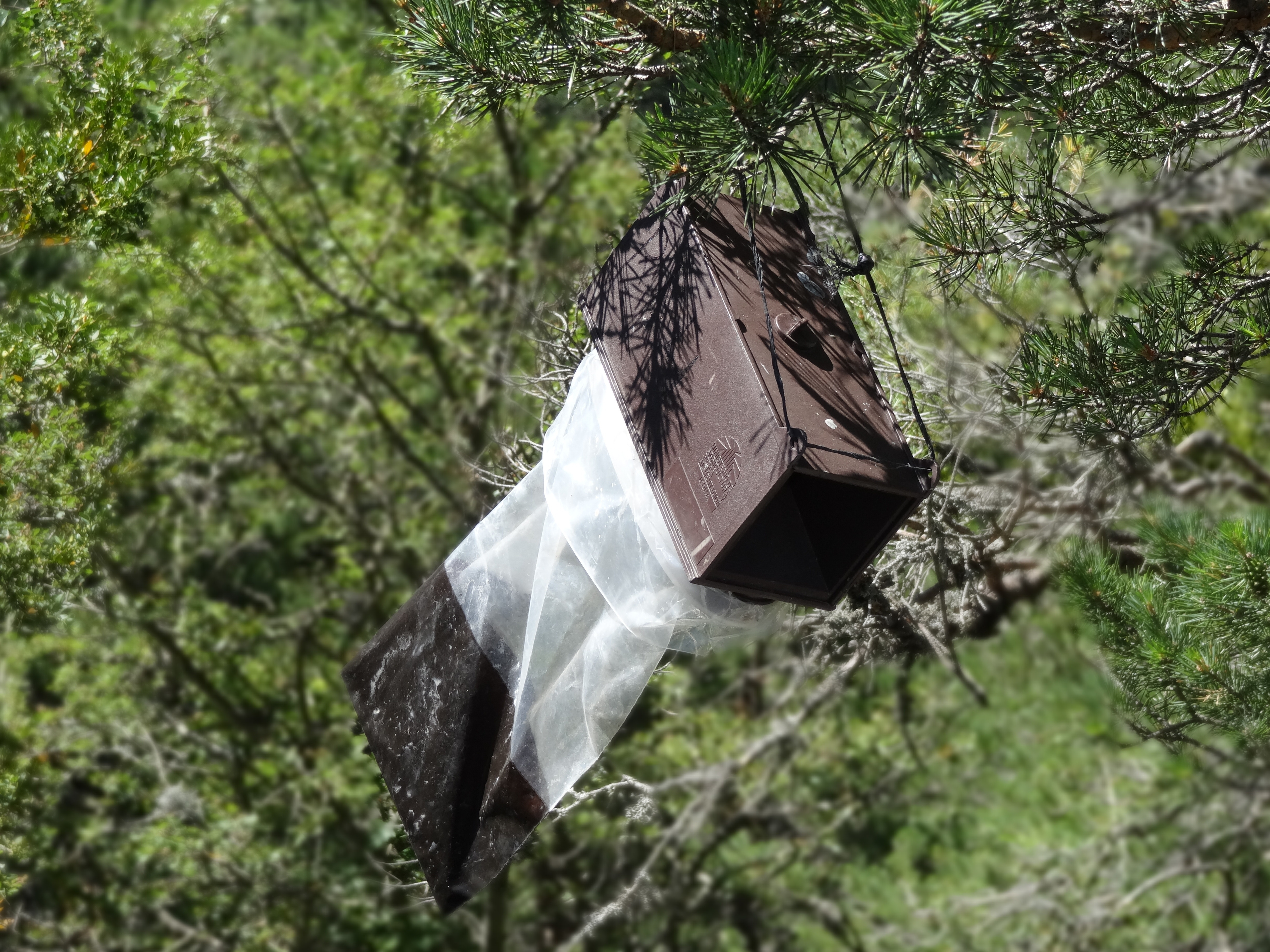
Trampa con la feromona sintética para procesionaria del pino, Navarra

El principal método de lucha biológica, quizás la más efectiva considerando efectividad/esfuerzo, consiste en la utilización de feromonas para capturar en trampas a los machos adultos reduciendo las posibilidades de cópulas. Al capturar solo machos las trampas son solo eficaces con densidades poblacionales bajas. Se utilizan también para evaluar niveles poblacionales de adultos.
Los machos adultos copulan con un número elevado de hembras, por lo que las trampas de feromonas no son efectivas para reducir las poblaciones, y se utilizan para conteos de población y planificación de tratamientos. La oruga y sus pelos urticantes constituyen también un problema de salud pública, provocando no solo urticaria sino también reacciones alérgicas. La ingestión de las orugas por mascotas puede causarles la muerte.[cita requerida]